# Modello delle cinque forze competitive di Porter

Rappresentazione grafica del modello delle cinque forze competitive di Porter (1982)

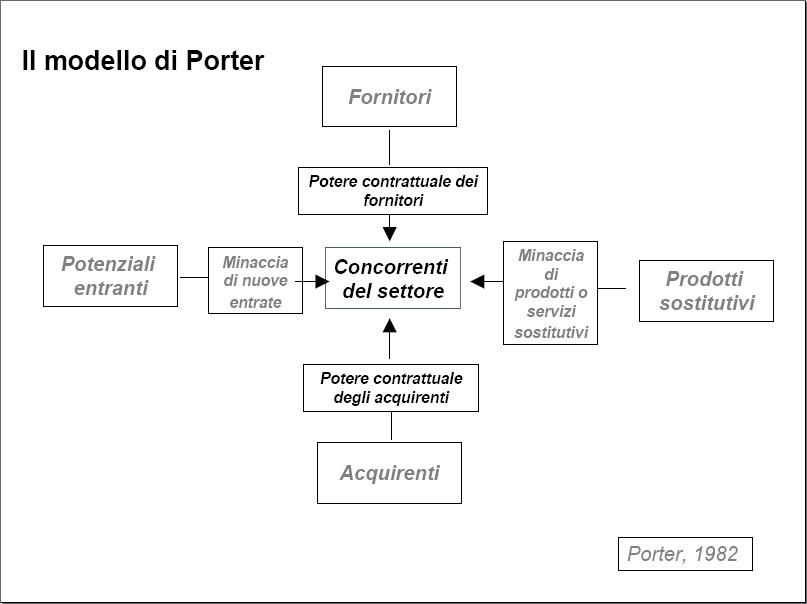
Rappresentazione con evidenza degli attori

Il modello delle cinque forze competitive (anche detto analisi della concorrenza allargata o analisi delle cinque forze di Porter) è uno strumento utilizzabile dalle imprese per valutare la propria posizione competitiva.
È stato creato da M.E. Porter nel 1979, per poi essere ampiamente discusso nel suo libro “Competitive strategy: techniques for analyzing industries and competitors”.
Il modello si propone di individuare le forze (e di studiarne intensità ed importanza) che operano nell'ambiente economico e che, con la loro azione, erodono la redditività a lungo termine delle imprese. Tali forze agiscono infatti con continuità, e, se non opportunamente monitorate e fronteggiate, portano alla perdita di competitività. È importante ricordare che queste ultime colpiscono tutte le imprese del settore, la chiave di volta sta nella capacità del management di affrontarle.
Secondo Porter le forze competitive sono: La rivalità tra imprese esistenti, la minaccia di nuove entrate nel mercato, la minaccia dei prodotti sostitutivi, il potere contrattuale degli acquirenti e, infine, il potere contrattuale dei fornitori.
Gli attori di tali forze sono:
1. Concorrenti diretti: soggetti che offrono la stessa tipologia di prodotto sul mercato; più è la differenziazione e quanto più sono simili i prezzi, allora tanto saranno più forti i concorrenti. Altri fattori da considerare sono: il livello di concentrazione all'interno del settore; le economie di volume; l'asimmetria informativa; le esternalità positive e negative; le barriere all'uscita;
2. Fornitori: coloro dai quali l'azienda acquista materie prime e semilavorati necessari per svolgere il processo produttivo e che potrebbero decidere di integrarsi a valle; i fattori che influenzano la forza dei fornitori sono: il livello di concentrazione dei concorrenti; quanto mi costano gli acquisti e le vendite; quanto costano ai fornitori le vendite; l'asimmetria informativa; il livello di specializzazione del mio prodotto; la possibilità di sostituzione;
3. Clienti: i destinatari dell'output prodotto dall'impresa che potrebbero eventualmente decidere di integrarsi a monte; i fattori che influenzano la forza dei clienti sono:  il livello di concentrazione dei concorrenti; quanto mi costano gli acquisti e le vendite; quanto costano ai clienti gli acquisti; l'asimmetria informativa; il livello di specializzazione del mio prodotto; la possibilità di sostituzione;
4. Potenziali entranti: soggetti che potrebbero entrare nel mercato in cui opera l'azienda; i fattori che possono influenzare la forza di potenziali entranti sono: la disponibilità dei capitali; la conoscenza del settore; la reputazione e il brand; gli accordi con la distribuzione;
5. Produttori di beni sostitutivi: soggetti che immettono sul mercato dei prodotti diversi da quelli dell'impresa di riferimento, ma che soddisfano, in modo diverso, lo stesso bisogno del cliente/consumatore. i punti di forza che possono favorire i produttori di beni sostitutivi sono: un miglior rapporto qualità prezzo; una buona propensione alla sostituzione; la complessità del bisogno.

L'analisi di queste forze permette all'impresa di ottenere un quadro completo sulla sua posizione competitiva, di prendere decisioni strategiche, di stabilire i comportamenti e atteggiamenti da adottare nei confronti di queste forze. Nel framework di Porter la capacità di un'azienda di ottenere risultati superiori alla media nel settore nel quale è inserita dipendono dunque dalla sua capacità di posizionarsi all'interno del settore e dall'effetto di queste 5 forze.
Anche se non inizialmente presenti nel modello originale di Porter (1982), più recentemente altre due forze competitive vengono generalmente annoverate in aggiunta alle cinque di cui sopra: i produttori di beni complementari e le agenzie governative/enti regolatori/stato.
Un altro modello economico dello stesso autore, il Diamante di Porter, identifica simili fattori che portano ad una maggiore competitività in campo internazionale di un cluster d'aziende appartenenti allo stesso Stato.